# أندريس بيريز
أندريس بيريز (بالإنجليزية: Andrés Pérez)‏ (10 مايو 1988 في الولايات المتحدة - ) هو لاعب كرة قدم أمريكي في مركز الوسط. شارك مع منتخب بورتوريكو لكرة القدم. أما مع النوادي، فقد لعب مع Puerto Rico Islanders ‏ وWeston FC ‏ وBayamón Fútbol Club ‏ وSevilla FC Puerto Rico ‏.

## وصلات خارجية
- أندريس بيريز على موقع قاعدة بيانات كرة القدم.إي يو (الإنجليزية)
- أندريس بيريز على موقع ناشيونال فوتبول تيمز (الإنجليزية)
- أندريس بيريز على موقع Soccerway.com (الإنجليزية)